# کوکوی نوک‌کلفت
کوکوی نوک‌کلفت (نام علمی: Pachycoccyx audeberti) گونه‌ای از کوکوها از خانواده کوکویان  است. در سرده Pachycoccyx تک‌نماد است.  به راحتی می‌توان آن را از سایر گونه‌های کوکوهای انگل جوجه‌آوری توسط نوک بسیار کلفت خود که به شکلی نسبتاً بازمانند است متمایز کرد.